# Ohsabanan
| Lok 4 der Ohsabahn (ex PKP Ty3-195) |                     |                                      |                                      |
| Streckenlänge: | 14,5 km             |                                      |                                      |
| Spurweite: | 600 mm (Schmalspur) |                                      |                                      |
| Maximale Neigung: | 41 ‰                |                                      |                                      |
| Minimaler Radius: | 100 m               |                                      |                                      |
| Streckengeschwindigkeit: | 20 km/h             |                                      |                                      |
| |                     |                                      |                                      |
| \| \| 14,556 \| Ohs Bruk \| 182 m \| \| \| 13,986 \| Impregneringen (Haltestelle) \| Impregneringen (Haltestelle) \| \| \| 12,830 \| Ekebohult \| Ekebohult \| \| \| 10,465 \| Elgaryd \| Elgaryd \| \| \| 9,787 \| Gimarp \| 202 m \| \| \| 8,638 \| Gimarpsby \| Gimarpsby \| \| \| 5,896 \| Hösjömo \| 231 m \| \| \| 4,029 \| Stensjön \| 220 m \| \| \| 1,839 \| Sjövägen \| Sjövägen \| \| \| 1,200 \| Tagel (Ende der Pferdebahn) \| Tagel (Ende der Pferdebahn) \| \| \| \| Kust till kust-banan von Göteborg \| \| \| \| 0,49 \| Bor / Bor Norra \| 167 m \| \| \| \| Kust till kust-banan nach Karlskrona \| \| \| \| \| \| \| \| Quellen: [1] \| \| \| \| |                     |                                      |                                      |
| Kopfbahnhof Streckenanfang | 14,556              | Ohs Bruk                             | 182 m                                |
| Haltepunkt / Haltestelle | 13,986              | Impregneringen (Haltestelle)         | Impregneringen (Haltestelle)         |
| Haltepunkt / Haltestelle | 12,830              | Ekebohult                            | Ekebohult                            |
| Haltepunkt / Haltestelle | 10,465              | Elgaryd                              | Elgaryd                              |
| Bahnhof | 9,787               | Gimarp                               | 202 m                                |
| Haltepunkt / Haltestelle | 8,638               | Gimarpsby                            | Gimarpsby                            |
| Haltepunkt / Haltestelle | 5,896               | Hösjömo                              | 231 m                                |
| Bahnhof | 4,029               | Stensjön                             | 220 m                                |
| Haltepunkt / Haltestelle | 1,839               | Sjövägen                             | Sjövägen                             |
| Haltepunkt / Haltestelle | 1,200               | Tagel (Ende der Pferdebahn)          | Tagel (Ende der Pferdebahn)          |
| Strecke · Strecke |                     | Kust till kust-banan von Göteborg    | Kust till kust-banan von Göteborg    |
| Bahnhof · Kopfbahnhof Streckenende | 0,49                | Bor / Bor Norra                      | 167 m                                |
| Strecke |                     | Kust till kust-banan nach Karlskrona | Kust till kust-banan nach Karlskrona |
| |                     |                                      |                                      |
| Quellen: |                     |                                      |                                      |

Ohsabanan (deutsch Ohsabahn) ist eine Schmalspur-Museumseisenbahn im schwedischen Småland östlich von Värnamo.

## Geschichte
Ohs Bruk ist ein alter Industrieort, der eine Eisenhütte aus dem 17. Jahrhundert besaß. Der Ort liegt an der Südspitze des Rusken östlich von Värnamo. In den 1890er Jahren entstanden zudem ein Zellstoffwerk sowie ein Sägewerk.
Der Transport der Fertigwaren aus der Eisenhütte und des Baumateriales für die neuen Betriebe erfolgte mit Ochsenkarren. Ab 1894 stand in rund 20 Kilometer Entfernung östlich von Ohs der Bahnhof in Lammhult an der Södra Stambana für die Weiterversendung von Fertigprodukten zur Verfügung. Mit der Eröffnung der Kust till kust-bana zwischen Borås und Alvesta 1902 erfolgten die Transporte zum näher gelegenen Bahnhof in Bor.
Die gesamten Baumaßnahmen für die Strecke, die 1907 begannen, dauerten drei Jahre. Zuerst wurde die bestehende Pferdebahn mit einem verstärkten Unterbau ausgerüstet. Sie bildete den ersten Abschnitt der neuen Strecke. Für die Gesamtstrecke waren zwei Ausweichstellen vorgesehen. 1910 konnte die Bahnstrecke auf der gesamten Länge benutzt werden.
Als eine der letzten 600-mm-Bahnen Schwedens stellte die Ohsabana 1967 ihren Betrieb ein. Elf Jahre später folgte auch das Zellstoffwerk. Schon vorher, im Jahr 1970 konnte Ohs Bruks Järnvägs Museiförening die Bahnstrecke übernehmen und in der Folgezeit den Museumsbetrieb aufnehmen.

## Pferdebahn Bor–Tagel
Die seit etwa 1660 existierende Eisenhütte wurde 1889 stillgelegt und die Gebäude abgerissen. 1893 kaufte der Ingenieur Sannfried Berglund das Gelände und errichtete darauf ein Zellstoffwerk, in dem Zellstoff nach dem Sulfatverfahren hergestellt wurde. Neben dem Sägewerk ließ er ein Kraftwerk errichten, um die nötige elektrische Energie zu erzeugen.
Da Ohs Bruk abseits von den Verkehrswegen lag, musste Berglund Überlegungen treffen, die Ochsenkarren durch ein modernes Verkehrsmittel zu ersetzen. Ab 1894 benutzte er den Weg nach Lammhult, ab 1902 ließ er die Waren nach Bor transportieren. Bereits 1906 ließ Berglund daher eine Pferdebahn zwischen Bor und dem Sägewerk in Tagel in der Spurweite von 600 mm errichten, das am Südufer des Hindsen lag. Die Strecke war ungefähr einen Kilometer lang und ermöglichte den Transport von Schnittholz zum Bahnhof nach Bor.
In Helsingborg war Fredrik Posse daran interessiert, die Bahnstrecke Helsingborg–Råå–Ramlösa wegen des gestiegenen Verkehrs auf die neuen Anforderungen umzurüsten. Wie die Bahnstrecke Lessebo–Målerås war diese Strecke in dem von Decauville entwickelten Feldbahnsystem mit festen und transportablen Streckenteilen mit Spurweiten von 400 bis 600 mm erbaut, das zum schwedischen Kostasystem mit der in Schweden üblichen Kleinstspurweite von 600 mm – etwa zwei schwedische Fuß (schwedisch tvåfotabana) – weiter entwickelt wurde.

## Fahrzeuge
Nach dem Umbau der Bahnstrecke Helsingborg–Råå–Ramlösa 1906 auf Normalspur kaufte Berglund für die geplante Ohsabana eine Lokomotive, die Nr. 3, die sogenannten Franska Loket (deutsch französische Lokomotive), einige Wagen, Gleise und zwei Drehscheiben. Als 1913 die Lokomotive Nr. 3 zur Überholung anstand, wurde sie abgestellt und durch einen B-Kuppler von Orenstein & Koppel ersetzt. Die Lok war ähnlich der Nr. 5 der Bahnstrecke Väsman–Barken der Wesman–Barkens Jernvägs-Aktiebolag, die kurz Smedjebackens järnväg genannt wurde und von 1859 bis 1903 bestand.
Nach dem Ersten Weltkrieg wurde eine weitere Lokomotive benötigt, die 1918 aus Vinninga bei Linköping kam. Diese Svenska Loket (deutsch schwedische Lokomotive) genannte Maschine hatte die Spurweite von 891 mm und musste für den Betrieb auf der Strecke umgespurt werden. 1920 ergänzte eine Heeresfeldbahn-Lokomotive den Fahrzeugbestand. Diese Lok wurde als Tyska Loket (deutsch deutsche Lokomotive) bezeichnet.
1929 war der Kessel der Tyska Loket verschlissen, sie wurde durch eine Brigadelok aus Bratteborg ersetzt. 1948 wurde eine Motorlok gekauft, die Tyska Loket wurde Reservelok, bis sie 1952 zu einer Rangierlok mit Benzinmotor umgebaut wurde.

## Ohs Bruks Järnvägs Museiförening
Die Museumsbahngesellschaft Ohs Bruks Järnvägs Museiförening wurde 1970 gegründet. Der Verein beschaffte neue Lokomotiven, so ist eine weitere Brigadelok sowie eine neue Tyska Loket vorhanden, die 1976 nach Schweden kam.

## Bilder

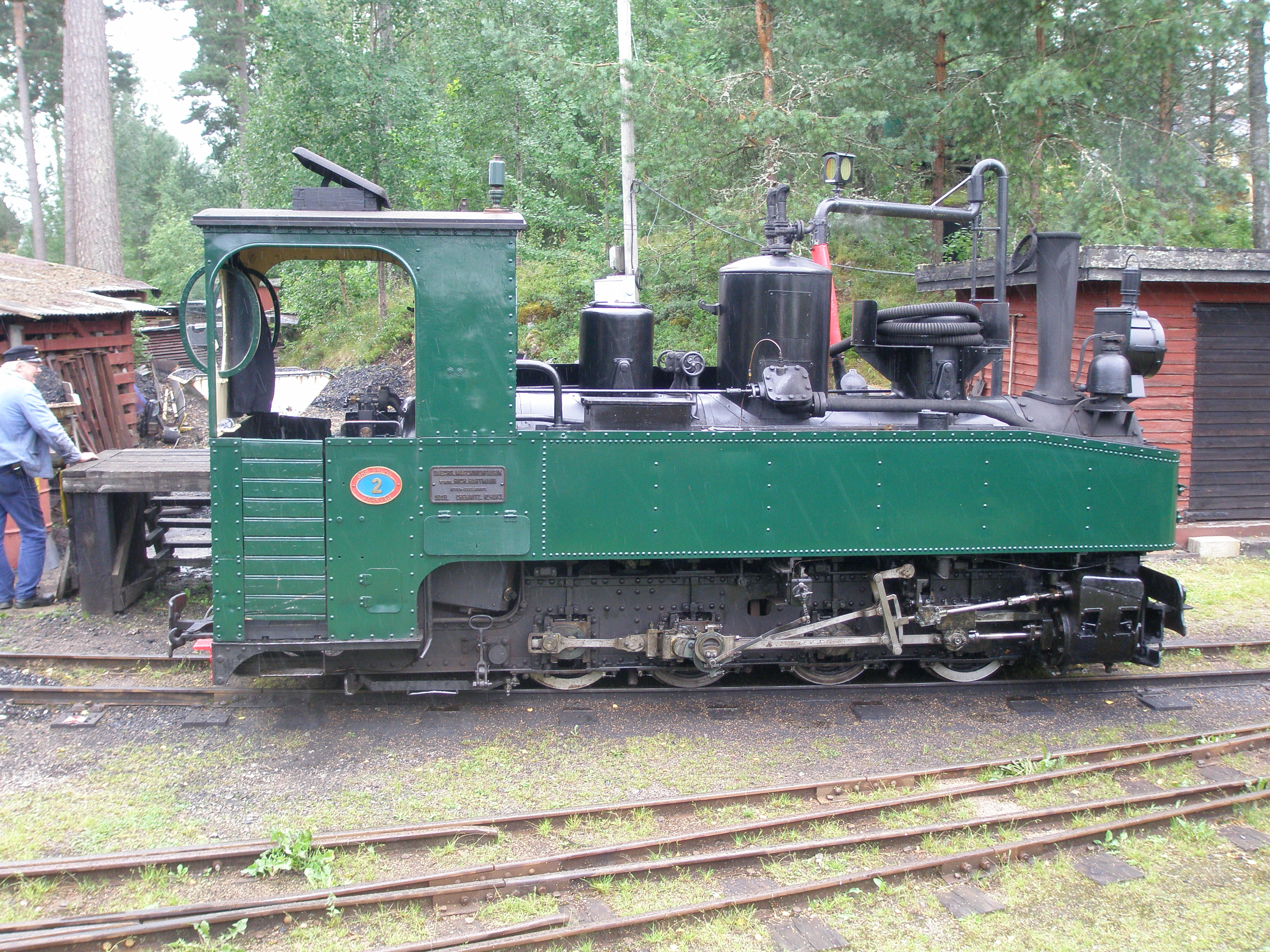
Lok 2 "Emsfors" im Bahnhof von Ohs Bruk
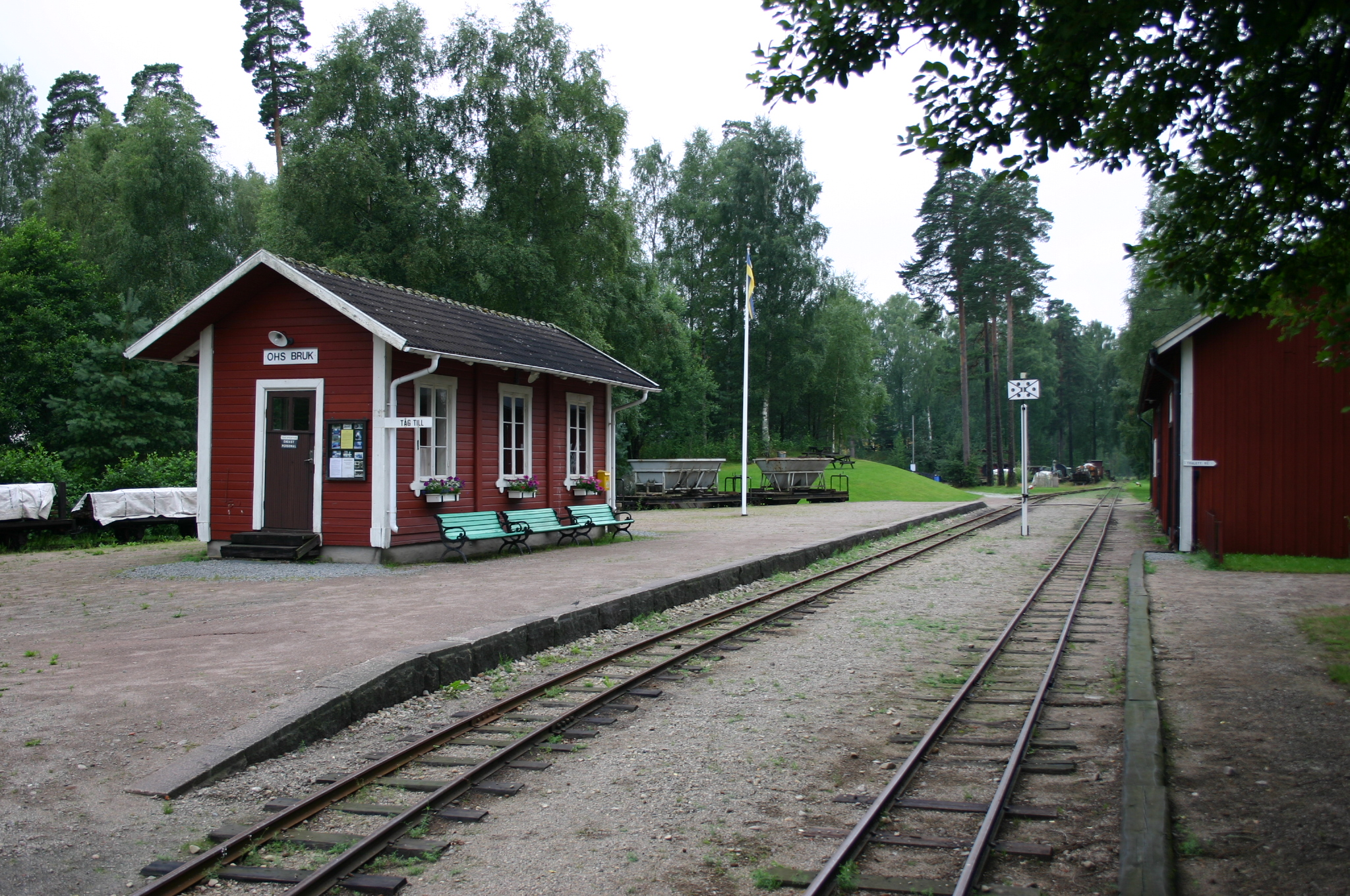
Stationsgebäude Ohs Bruk
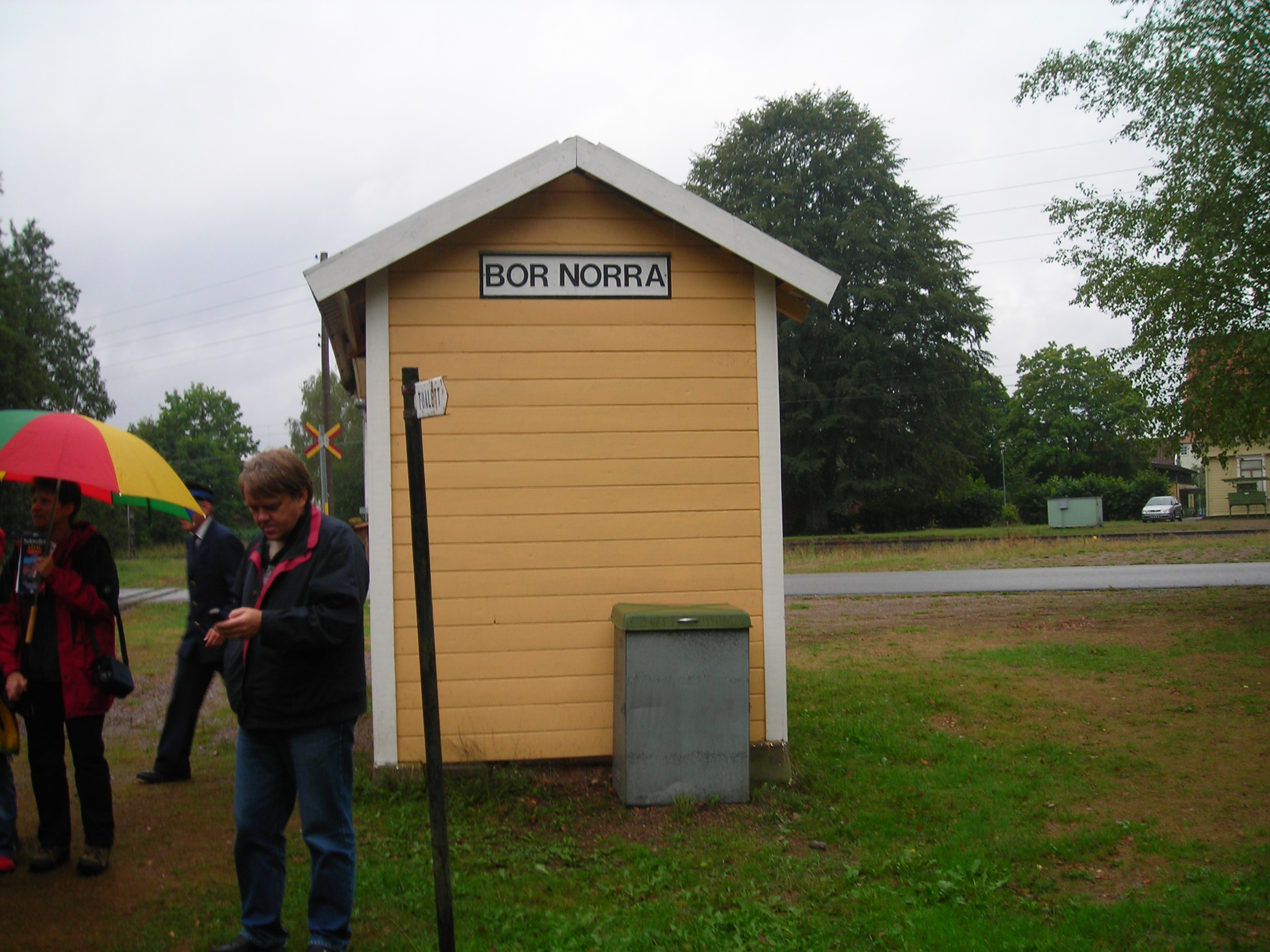
Stationsgebäude Bor Norra